# BAP Santillana (CM-22)
La corbeta lanzamisiles BAP Santillana (CM-22) es un buque de la Marina de Guerra peruana. Fue adquirida en la década de 1970. Es una de las seis corbetas lanzamisiles con que cuenta la Flota Naval del Pacífico de la Marina de Guerra del Perú. El nombre de esta embarcación se debe al teniente segundo AP Gervasio Santillana, héroe de la guerra del Pacífico, que combatió a bordo del monitor Huáscar en el combate naval de Angamos el 8 de octubre de 1879. Santillana fue uno de los tres oficiales de guerra que quedaron vivos a bordo del monitor conjuntamente con el teniente primero AP Pedro Gárezon Thomas y el alférez de fragata AP Ricardo Herrera.

## Características
Su construcción para la marina peruana fue encargada a los astilleros de Divectran des Construictias et Armes Navales de Lorient (Francia) y su alistamiento fue completado en el mismo astillero. El pabellón peruano fue afirmado a bordo y se le comisionó a la marina peruana el 25 de julio de 1980, incorporándose inmediatamente a la escuadra peruana en el Mar de Grau y llevando a cabo una serie de pruebas en su viaje al puerto del Callao. Entre los años 1999 y 2000, fue sometida a una serie de reformas, que incluyeron un remotorización y un cambio en sus sistemas y equipos en los Servicios Industriales de la Marina del Perú (SIMA-Callao) del Callao, Perú.
Desplaza 560 toneladas y tiene una velocidad de 36 nudos. Su armamento consiste de artillería convencional y de misiles.